# Rotura de combate
A rotura de combate é uma operação militar em que uma força empenhada em combate com o inimigo rompe esse contacto; pode ser executada por forças em operações defensivas mas também em operações ofensivas; pode ser executada por toda ou parte da força empenhada; pode ser executada sob pressão do inimigo ou sem pressão do inimigo.
A rotura de combate é normalmente efectuada por forças que executam uma operação defensiva. Pode fazê-lo porque deixou de ter condições para oferecer uma resistência eficaz; para permitir empregar essa força, ou parte dela, noutra zona; porque a linha de comunicações está em perigo e é necessário recuar; porque vai retirar para posições mais favoráveis. As situações são várias e complexas e variam com a época em que se desenrolam as operações, com o tipo de exército presente, com as características do teatro de operações, etc.. A rotura de combate também pode ser executada por uma força que executa um ataque, porque se desgastou e deixou de ter condições para prosseguir a operação, porque o inimigo contra-atacou com sucesso, porque o inimigo recebeu reforços significativos que desequilibram a seu favor os quantitativos em presença, etc..
A rotura de combate pode ser realizada por toda a força que realiza uma operação defensiva ou apenas por parte dessa força; não faz sentido realizar uma rotura de combate com parte das forças empenhadas num ataque. A rotura de combate de parte das forças é executada quando é possível continuar a cumprir a missão com menos efectivos. Desta forma pode-se economizar recursos e concentrá-los noutro ponto. Esta modalidade também pode ser adoptada quando uma força executa uma acção retardadora: uma parte da força contém o inimigo enquanto a que rompe o combate retira para uma posição mais à retaguarda.
Uma rotura de combate pode ser executada sem pressão do inimigo, normalmente porque este não se apercebeu da operação. A surpresa e a rapidez são essenciais e devem ser aplicadas medidas de decepção para iludir e desviar a atenção do inimigo. Por norma, esta rotura de combate é executada durante a noite quando as condições atmosféricas reduzem significativamente a visibilidade. A rotura de combate executada com pressão do inimigo é mais difícil de executar e exige um poder de fogo superior para manter o inimigo a alguma distância. Enquanto no primeiro caso - sem pressão do inimigo - a força que executa a rotura de combate inicia de seguida uma retirada, no segundo caso - com pressão do inimigo - terá de executar uma acção retardadora (normalmente é executada apenas pela sua guarda de retaguarda.
Um exemplo de uma rotura de combate executada sem pressão do inimigo é o início da retirada de Massena durante a terceira invasão francesa de Portugal ou, durante essa retirada, quando o Merechal Ney abandona a posição de Condeixa. Já os combates de Pombal, Redinha, Casal Novo ou Foz de Arouce e a Batalha do Sabugal terminam com roturas de combate efectuadas sob pressão do inimigo.